# Thymallus grubii
Espèce

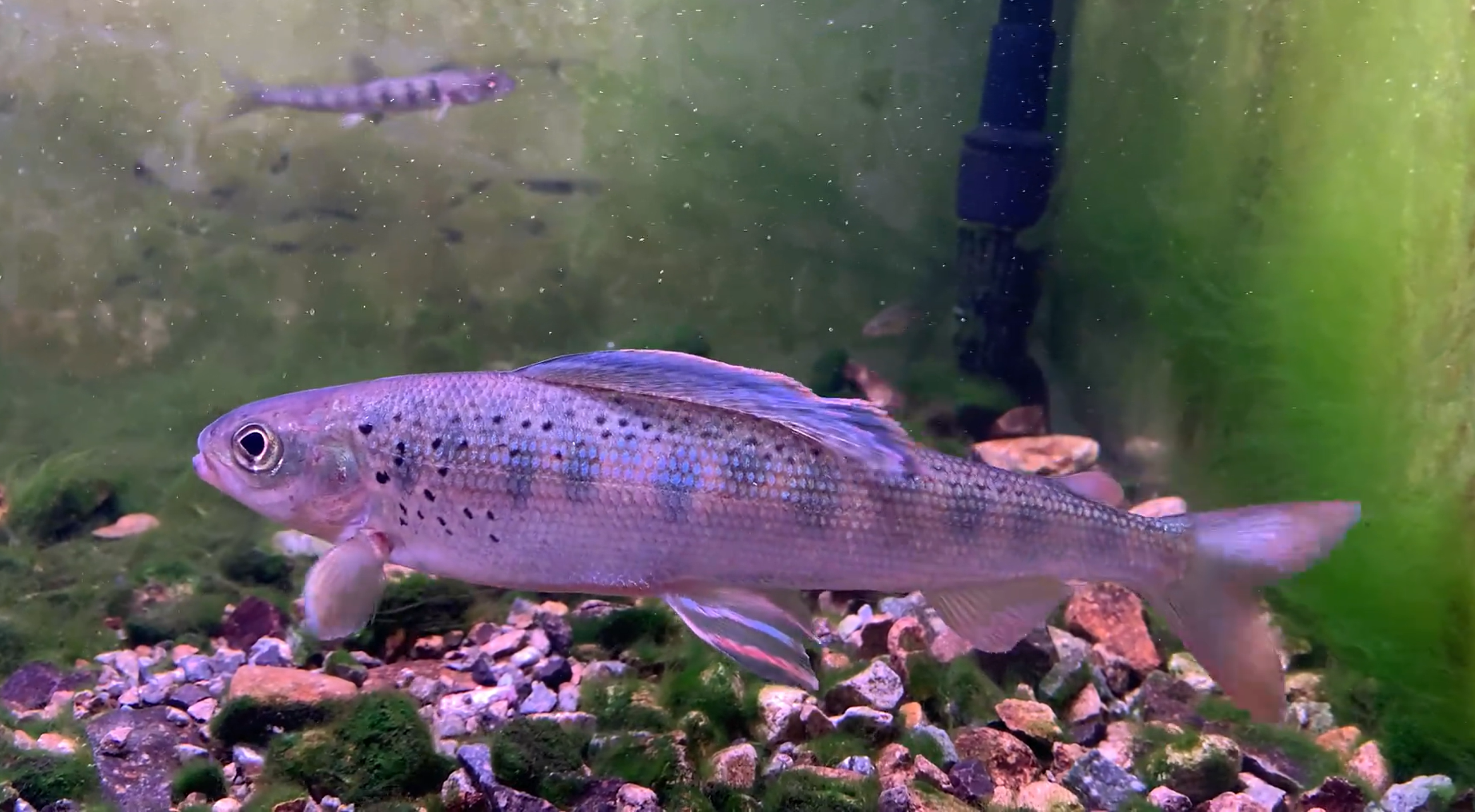
Thymallus grubii

Thymallus grubii est une espèce de poissons de la famille des Salmonidae.

## Liste des sous-espèces
Selon WRMS :
- sous-espèce Thymallus grubii flavomaculatus Knizhin, Antonov & Weiss, 2006
- sous-espèce Thymallus grubii grubii Dybowski, 1869